# Оздоровчі системи
Оздоро́вчі систе́ми — системи теоретичних знань і практичних методів, які забезпечують збереження здоров'я,  формування здорового життя.
Системи можуть містити в собі фізичні вправи й комплекси гімнастики,правила раціонального харчування та моральні постулати, психологічні практики  принципи організації здорового способу життя, різні види єдиноборств і масаж.
Складові оздоровчих систем:
-Фізичні вправи і комплекси гімнастики;
-Раціональне харчування;
-Психологічні практики (методи, вправи) релаксації;
-Моральні постулати( правила);
-Здоровий(міцний) сон.